# Szentineléz nyelv
A szentineléz nyelv az Indiához tartozó Északi-Szentinel-szigeten élő szentinelézek nyelve. A nyelv a szigeten kívüliek számára ismeretlen, így nyelvészetileg sincs besorolva; feltehetőleg az Andamán-szigeteki nyelvek távoli rokona. Földrajzi elhelyezkedésük, valamint azon kevés ismeret alapján, ami kultúrájukról és technológiai fejlettségükről a rendelkezésünkre áll, feltételezhető, hogy közelebbi rokonságban állnak az ongai nyelvekkel, mint a nagy Andamán-szigetekiekkel. Két alkalommal fordult elő bizonyítottan, hogy onge nyelvet beszélőket vittek az Északi Szentinel-szigetre, hogy kommunikálni próbáljanak a szigetlakókkal, de nem ismerték fel a nyelvet a rövid, ellenséges interakció során.
Mivel a szentinelézekkel ritkán találkoznak kívülállók, a nyelvről nincs írásos feljegyzés, így nyelvcsaládba sem sorolható. Tekintve, hogy a szigeten kívül senki nem beszéli a nyelvet, a szigetre látogatókat pedig megtámadják, a hatóságok sem képesek kommunikálni a népcsoporttal.
Bizonyos vélemények szerint a szentineléz nem is rokona az andamán nyelveknek, mivel lehetséges, hogy a szentinelézek nem a többi andamán népcsoporttal közös őstől származnak ennél fogva gyökereiket is máshol kell keresni. Ráadásul a szentinelézek ugyanúgy ellenségesen viselkedtek a többi őslakos néppel, akik a közeli szigeten élnek ma is, s külsőleg igen hasonlítanak rájuk. A bezárkózásnak ez a fajtája szinte példanélküli a világon.
A szentineléz veszélyeztetett nyelvnek minősül beszélői alacsony száma miatt – a becslések szerint legfeljebb pár százan lehetnek.

## Külső hivatkozások
- Ethnologue report for Sentinel